# Pantomimeteatret

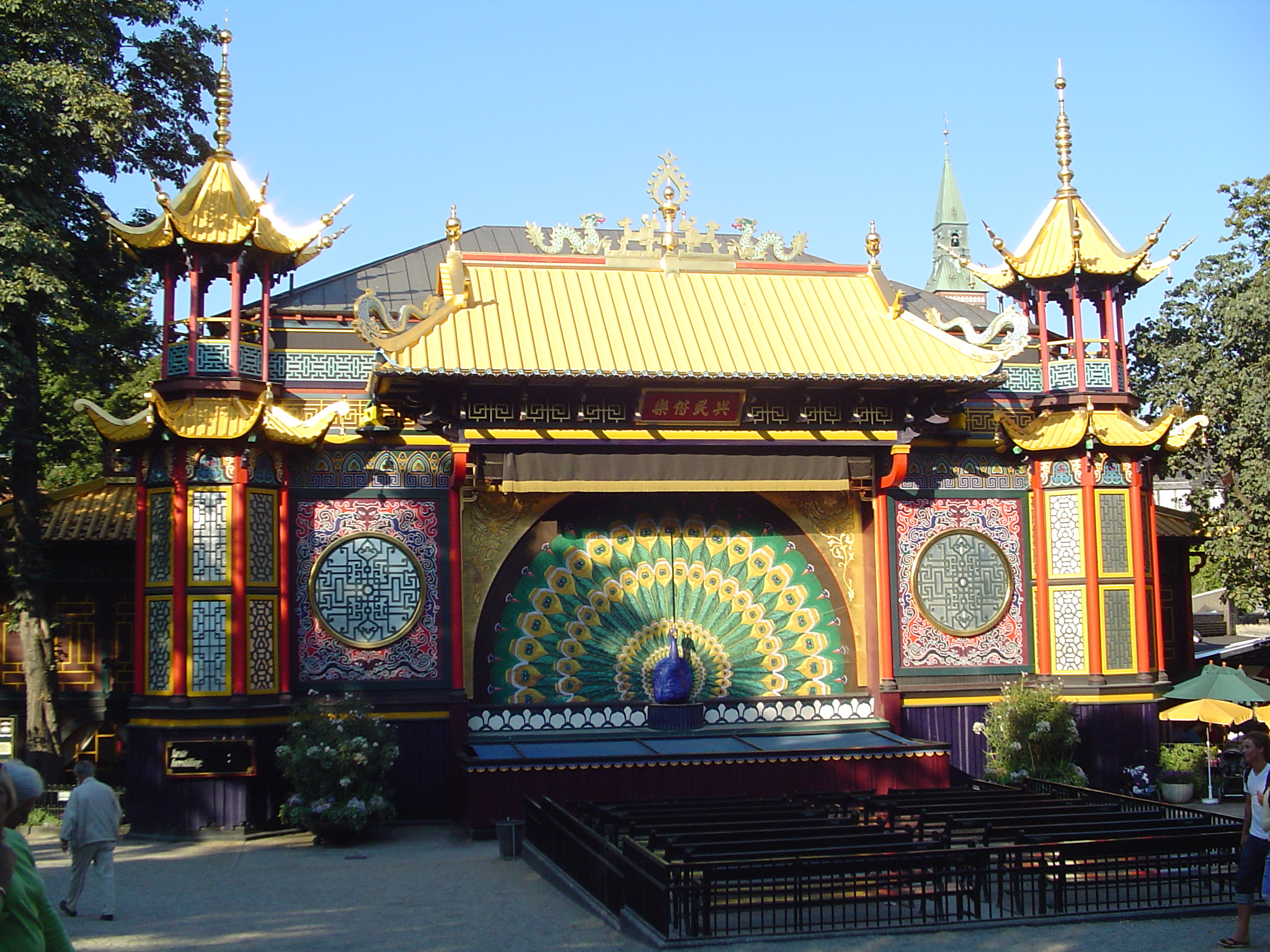
Das Pantomimeteatret

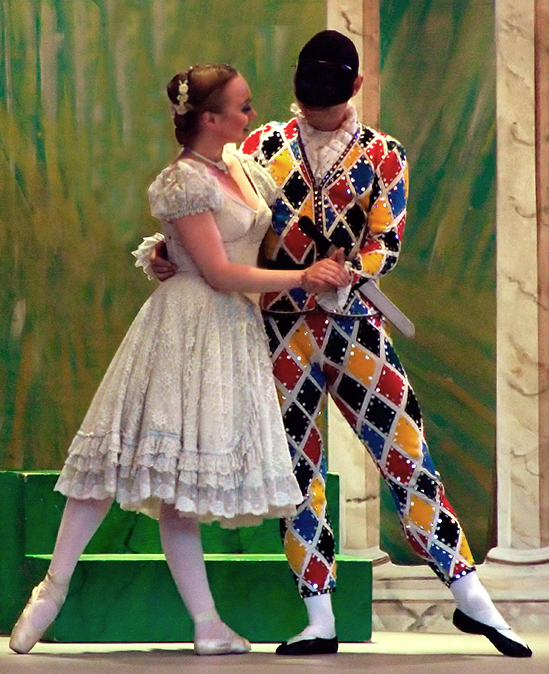
Harlekin und Columbine im Pantomimeteatret

Das Pantomimeteatret (deutsch: Pantomimentheater) ist eine Freilichtbühne im Tivoli in der dänischen Hauptstadt Kopenhagen. Es  wird hauptsächlich für Auftritte von Pantomimen in der Tradition der klassischen Commedia dell’arte, welche dort täglich zur Aufführung kommen. Die Bühne wird aber auch als Veranstaltungsort für Ballett und andere Tanzvorführungen genutzt.

## Geschichte
Bei der ersten Eröffnung des Tivoli 1874 bestand am Ort des heutigen Bauwerks schon längst ein kleines Theater aus Holz und bemalten Leinwänden. Nach einigen Umbauten und größeren Reparaturen hatte man sich 1873 entschieden, dieses durch ein neueres, moderneres Gebäude zu ersetzen. Den Auftrag, dieses zu entwerfen, erhielt der Architekt Vilhelm Dahlerup (1836–1907), der zu jener Zeit auch mit dem Bau des Det Kongelige Teater beschäftigt war. Ein Jahr später, 1874, konnte die im chinesischen Stil gehaltene Freilichtbühne dann ihrer Bestimmung übergeben werden.

## Architektur
Dahlerup, der nie selbst in China gewesen war, hatte sich die Inspiration zu diesem Gebäude von Bildern geholt, die er sich von einem früher im Fernen Osten stationierten Ingenieur geliehen hatte. Besondere Beachtung fand an der Anlage auch der mechanische Vorhang, für dessen Bedienung fünf Männer notwendig sind, und der sich wie eine Pfauenschleppe entfaltet.
Das Theater bietet je nach Bestuhlung 120 Sitz- oder etwa 1.000 Stehplätze.